# Развитие/За!
«Развитие/За!» (РЗ!, латыш. Attīstībai/Par!, AP!) — объединение политических партий Латвии, основанное «Движением За» и партиями «Для развития» и «Рост» и зарегистрированное 20 апреля 2018 года. Декларируемая цель объединения — создание современной и справедливой Латвии в единой Европе. В апреле 2018 года в «Развития/За!» состояли более 1200 членов.

## Идеология
В манифесте «Развития/За!» указаны следующие основные ценности объединения:
1. Человек и уважение. Каждый человек ценен и заслуживает уважения. Государство должно заботиться о защите здоровья, образовании и достойной старости каждого человека.
2. Свобода и ответственность. Каждый человек имеет право самостоятельно принимать решения и несёт ответственность за последствия своих решений.
3. Справедливость и равенство. Каждый имеет равные права. Государство должно обеспечивать равенство всех перед законом и равные возможности для всех.
4. Сплоченность и разнообразие. Никто не должен оставаться без внимания. Общество поддерживает слабых и уважает разнообразие. Народ Латвии включает в себя общины всех национальностей.
5. Творчество и развитие. Государство и общество меняются со временем, способствуют творчеству, инновационным решениям и предпринимательству.

## Выборы в 13-й Сейм
1 августа 2018 года объединение «Развитие/За!» подало в Центральную избирательную комиссию Латвии список кандидатов в депутаты Сейма и предвыборную программу. В программе были отражены основные предложения объединения, которые оно намеревалось осуществить в случае прихода к власти: повысить минимальную зарплату и не облагаемый налогами минимальный доход до 500 евро в месяц, значительно уменьшить взносы пациентов в медицинских учреждениях, увеличить налоговые поступления до 35 % ВВП, сократив уровень теневой экономики, расширив налоговую базу посредством отмены налоговых льгот и формирования более прогрессивной и прозрачной налоговой системы.
Объединение выдвинуло 114 кандидатов в депутаты во всех пяти избирательных округах: 28 в Видземе, 17 в Земгале, 15 в Курземе, 16 в Латгале, 38 в Риге. Лидерами «Развития/За!» в избирательных округах стали Даниэль Павлютс (Рига), Артис Пабрикс (Видземе), Мартиньш Бондарс (Латгале), Юрис Пуце (Курземе), Илзе Винькеле (Земгале). В качестве кандидата на должность премьер-министра Латвии был выдвинут евродепутат Артис Пабрикс.
Согласно результатам выборов 2018 года «Развитие/За!» заняло четвёртое место, набрав 12,04 % голосов избирателей и получив 13 мест в Тринадцатом Сейме. Объединение вошло в правительственную коалицию и получило посты министра обороны (Артис Пабрикс), министра здравоохранения (Илзе Винькеле получила этот пост, невзирая на провал на выборах, где не прошла в депутаты из-за большого количества вычёркиваний), министра охраны среды и регионального развития (Юрис Пуце).

## Результаты парламентских выборов
| Год выборов | Число голосов | % голосов | Число мест | Изменение | Правительство |
| ----------- | ------------- | --------- | ---------- | --------- | ------------- |
| 2018        | 101 685       | 12,04     | 13 из 100  | ▲13       | Коалиция      |
| 2022        | 45 452        | 4,97      | 0 из 100   | ▼13       |               |